# Кургинян, Вячеслав Седракович
Вячесла́в Седра́кович Кургиня́н (род. 22 декабря 1986, Уфа, РСФСР, Башкирская АССР, СССР) — российский шорт-трекист. МСМК (Мастер спорта России международного класса). Член сборной России.
Участник Олимпийских игр (2006).
Серебряный призёр чемпионатов мира (2013) Европы (2008, 2012). Чемпион России (2004, 2007 — многоборье, 2005—1500 м, 3000 м, 2006—1500 м, 2008, 2009 — 3000 м, 2009, 2010—500 м, 2011—1000 м, 2012—1500 м). Серебряный (2007—1000 м, 2008—500 м) и бронзовый (2005 — эстафета 5000 м, 2009—1000 м, 2011—500 м, 2012—1000 м) призёр чемпионатов России.
Выступает за два региона: Московская область, Башкортостан.
Тренеры: Ю. А. Муратов, А. А. Тимербулатов
Первый тренер: А. А. Тимирбулатов. Воспитанник СДЮСШОР №1 г. Уфы («Специализированная детско-юношеская спортивная школа Олимпийского резерва № 1» городского округа город Уфа Республики Башкортостан)
Выпускник Башкирского государственного университета (2010)
Выпускник Башкирского государственного университета экономика (2017)

## Спортивные достижения
Чемпионат мира:
- 2013 — 2-е (эстафета 5000 м)

Чемпионат Европы:
- 2008 — 2-е (1500 м)
- 2012 — 2-е (эстафета 5000 м)

Чемпионат России:
- 2006 — 2-е (1000 и, эстафета), 3-е (3000 м)
- 2007 — 1-е (многоборье)
- 2008 — 1-е (3000 м), 2-е (5000 м)

| Год  | Место проведения | 500 м | 1000 м | 1500 м | Эст 3000 м |
| ---- | ---------------- | ----- | ------ | ------ | ---------- |
| 2006 | Турин            | '     | '      | '      | '          |